# Paweł Kulesza
Paweł Józef Kulesza (ur. 19 marca 1955) – polski profesor nauk chemicznych. Specjalizuje się w zagadnieniach z zakresu elektrochemii oraz chemii nieorganicznej i analitycznej. Członek korespondent Polskiej Akademii Nauk od 2013 roku, członek rzeczywisty od 2020. Pracownik Wydziału Chemii Uniwersytetu Warszawskiego, były wykładowca Wydziału Inżynierii Produkcji i Technologii Materiałów Politechniki Częstochowskiej. Zasiadał w Centralnej Komisji do Spraw Stopni i Tytułów, członek Rady Doskonałości Naukowej w kadencji 2024–2027. Członek Komitetu Chemii PAN.
Doktoryzował się w 1983 roku, habilitację uzyskał dziesięć lat później na Wydziale Chemii UW pisząc pracę naukową zatytułowaną "Elektrody modyfikowane warstwami stałych wielocentrowych związków nieorganicznych posiadających właściwości redoks". Tytuł profesora nauk chemicznych nadano mu w 2000 roku. 

## Nagrody i wyróżnienia
Otrzymał m.in.:
- Subsydium Profesorskie "Mistrz Fundacji Nauki Polskiej" (kilkakrotnie, w latach 2009–2012),
- Nagrodę im. Wojciecha Świętosławskiego (2002),
- Nagrodę im. Arkadiusza Piekary (1998),
- Nagrodę im. Wiktora Kemuli (1997),
- Nagrodę Polskiego Towarzystwa Chemicznego dla Młodego Naukowca (1989),
- Złoty Medal za Długoletnią Służbę (2010)